# ラファイ
ラファイ(Rafaï)は中央アフリカ共和国・ムボム州の町。ムボム川北岸に存在する。西側で東北から流れ込むシンコ川とムボム川の合流点がある。北緯4度59分、東経23度55分、標高525m。人口は約14,000人。ラファイには付近に4,200フィートの滑走路を持つ民間空港・ラファイ空港が存在する。アザンデ族が多く住む。